# وضع تبشيري

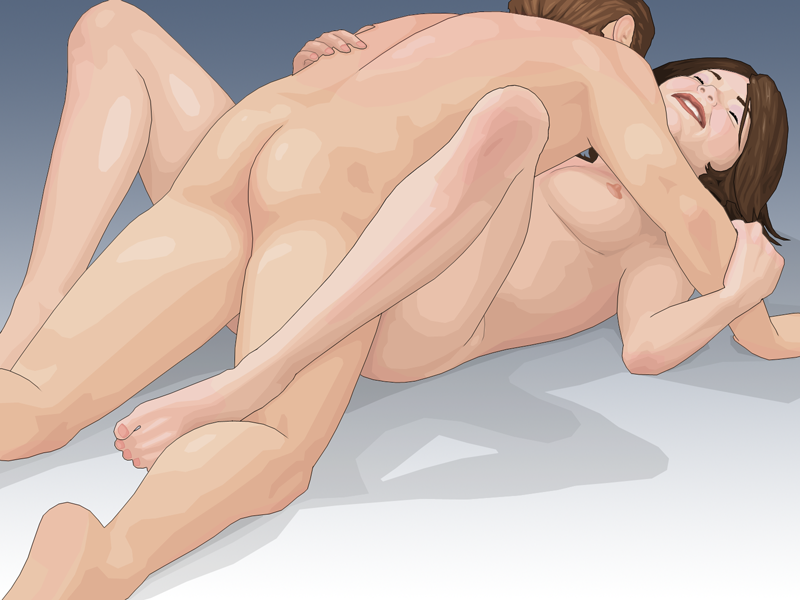
زوجان من جنسين مختلفين، حيث ان الرجل في الأعلى، وهو الوضع الجنسي الأكثر شيوعًا، مع الإيلاج الذي يتضمن اتصال الجسم البطني البطني. رسم توضيحي بواسطة Seedfeeder.

الوضع التبشيري أو الوضعية التبشيرية أو وضعية الرجل على القمة هي وضعية جنسية تستلقي فيها المرأة بشكل عام على ظهرها وتنشر ساقيها ويستلقي الرجل فوقها بينما يواجهان بعضهما البعض ويمارسان الجماع المهبلي . يرتبط عادة بالنشاط الجنسي بين الجنسين ،. قد يشتمل على الإيلاج الجنسي أو الجنس غير المخترق (على سبيل المثال، المفاخذة اوالجنس بين الغلال )، ويعد جانبه المهبلي القضيبي مثالًا على النشاط الإنجابي البطني البطني (من الأمام إلى الأمام) بالانجليزية: ventro-ventral (front-to-front) reproductive activity. تسمح الاختلافات في الوضع بدرجات متفاوتة من تحفيز البظر، وعمق الاختراق، والمشاركة من جانب المرأة، واحتمالية وسرعة النشوة الجنسية .
الوضعية التبشيرية هي الوضعية الجنسية الأكثر شيوعاً، لكنها لا تعتبر عالمياً الأكثر تفضيلاً. غالبًا ما يُفضل الوضع التبشيري من قبل الأزواج الذين يستمتعون بالجوانب الرومانسية للاتصال الجسدي الواسع وفرص النظر في عيون بعضهم البعض وتقبيل ومداعبة بعضهم البعض. ويُعتقد أيضًا أن الوضعية مناسبة للانجاب . أثناء النشاط الجنسي، تسمح الوضعية التبشيرية للرجل بالتحكم في إيقاع وعمق دفع الحوض ؛ ومن الممكن أيضًا أن تضغط عليه المرأة بتحريك وركها أو دفع قدميها على السرير، أو تضغط عليه بذراعيها أو ساقيها.
تعتبر الوضعية غير مناسبة للمراحل المتأخرة من الحمل، وتكون أقل رغبة عندما ترغب المرأة في التحكم بشكل أكبر في إيقاع وعمق الإيلاج أثناء الجماع.

## أصل الكلمة والاستخدامات الأخرى
شاع الاعتقاد بأن "الوضع التبشيري" نشأ فيما يتعلق بالمبشرين المسيحيين المتحدثين بالإنجليزية، الذين من المفترض أنهم شجعوا الوضع الجنسي لدى المتحولين الجدد في العصر الاستعماري .
وبحتمل أن المصطلح نشأ من كتاب ألفريد كينزي " السلوك الجنسي في الذكر البشري" (1948) من خلال التقاء سوء الفهم والتفسيرات الخاطئة للوثائق التاريخية.
يطلق الفرنسيون على الوضعية التبشيرية "الوضعية الكلاسيكية". ويشير التوسكان إلى الوضعية باسم "الوضعية الملائكية"، بينما تسميها بعض المجموعات الناطقة بالعربية "طريقة او وضعية الثعابين ". قبل صدور عمل كينزي، كانت الوضعية التبشيرية تُعرف بعدة أسماء، منها "الوضعية الزوجية"، و"وضعيةماما-بابا"، و"الوضعية الإنجليزية الأمريكية"، و"وضعية الرجل المتفوق". في عام 1948، نشر كينزي مجلد الذكور من تقارير كينزي، السلوك الجنسي في الذكر البشري Sexual Behavior in the Human Male. ووصف التفضيل الأمريكي للوضعية وسماها "الوضع الإنجليزي الأمريكي". كتب كينزي، وهو يناقش كتاب مالينوفسكي "الحياة الجنسية للمتوحشين في شمال غرب ميلانيزيا" The Sexual Life of Savages in North-Western Melanesia، "يجب أن نتذكر أن مالينوفسكي (1929) يسجل الاستخدام العالمي تقريبًا لوضعية مختلفة تمامًا بين سكان تروبرياندر. ... [و] ... يتم عرض الرسوم الكاريكاتورية للوضعية الإنجليزية الأمريكية حولها ... نيران المخيمات، لتسلية كبيرة للسكان الأصليين الذين يشيرون إلى المنصب باسم "الموقف التبشيري". اعتبارًا من 2001 لم يجد المعجميون وعلماء الجنس استخدامًا لمصطلح "االوضعية التبشيرية" قبل كينزي.
في عام 2001، قام روبرت بريست بفحص أصول هذا المصطلح وخلص إلى أن كينزي قد خلط بين عدة عوامل في صياغة هذا المصطلح عن طريق الخطأ. أولاً، وفقًا لمالينوفسكي، كان سكان سكان تروبرياندر يعزفون ويغنون أغاني ساخرة تحت البدر، وليس حول نار المخيم. في كتابه "السلوكيات الجنسية" ، كتب كينزي أن سكان سكان تروبرياندرسخروا من الجماع وجهًا لوجه بين الرجل والمرأة من أعلى، لكنه لم يقدم سياقًا. وذكر أن الموقف تم تعلمه من "التجار البيض أو المزارعين أو المسؤولين"، لكنه لا يناقش الوضع التبشيري. وأشار كينزي أيضًا إلى أن الكنيسة الكاثوليكية في العصور الوسطى علمت هذا الموقف، وعند رؤية السكان الأصليين وهم يسخرون منه، افترضوا أن المبشرين قد علموهم إياه. أخيرًا، كتب مالينوفسكي أنه رأى زوجين من سكان تروبرياندرمخطوبين يمسكان أيديهما ويتكئان على بعضهما البعض، وهو ما وصفه السكان الأصليون بـ" misinari si bubunela- "الأزياء التبشيرية". بعد الجمع بين هذه الحقائق المتشابهة عن طريق الخطأ، اخترع كينزي عبارة جديدة على الرغم من اعتقاده أنه كان ينقل عبارة قديمة.
ربما أعيد سرد قصة أصل الاسم حتى أصبحت مقبولة إلى حد كبير منذ ذلك الحين، مع تلاشي ارتباطها بكينزي ومالينوفسكي. بدأ الكتاب في استخدام التعبير للإشارة إلى الاتصال الجنسي في أواخر الستينيات، ومع نشر كتاب Alex Comfort الأكثر مبيعًا The Joy of Sex (1972) وقاموس أكسفورد الإنجليزي (1976) مصطلح "الموقف التبشيري"، فقد حل تدريجياً محل الأسماء القديمة. وبحلول التسعينيات، انتشرت إلى لغات أخرى: 'Missionarsstellung'</link> ( ألمانية )، 'postura del misionero'</link> ( بالإسبانية )، 'missionarishouding'</link> ( هولندي ) و 'position du missionaire'</link> ( فرنسي ).